# Boris Gulko
Boris Gulko (en russe : Борис Францевич Гулько , Boris Frantsevitch Goulko ; né le 9 février 1947 à Erfurt, Allemagne de l'Est) est un joueur d'échecs soviétique puis américain (après 1986) qui est devenu champion dans ses deux pays (en 1977 en URSS ; en 1994 et 1999 aux États-Unis).

## Biographie et carrière

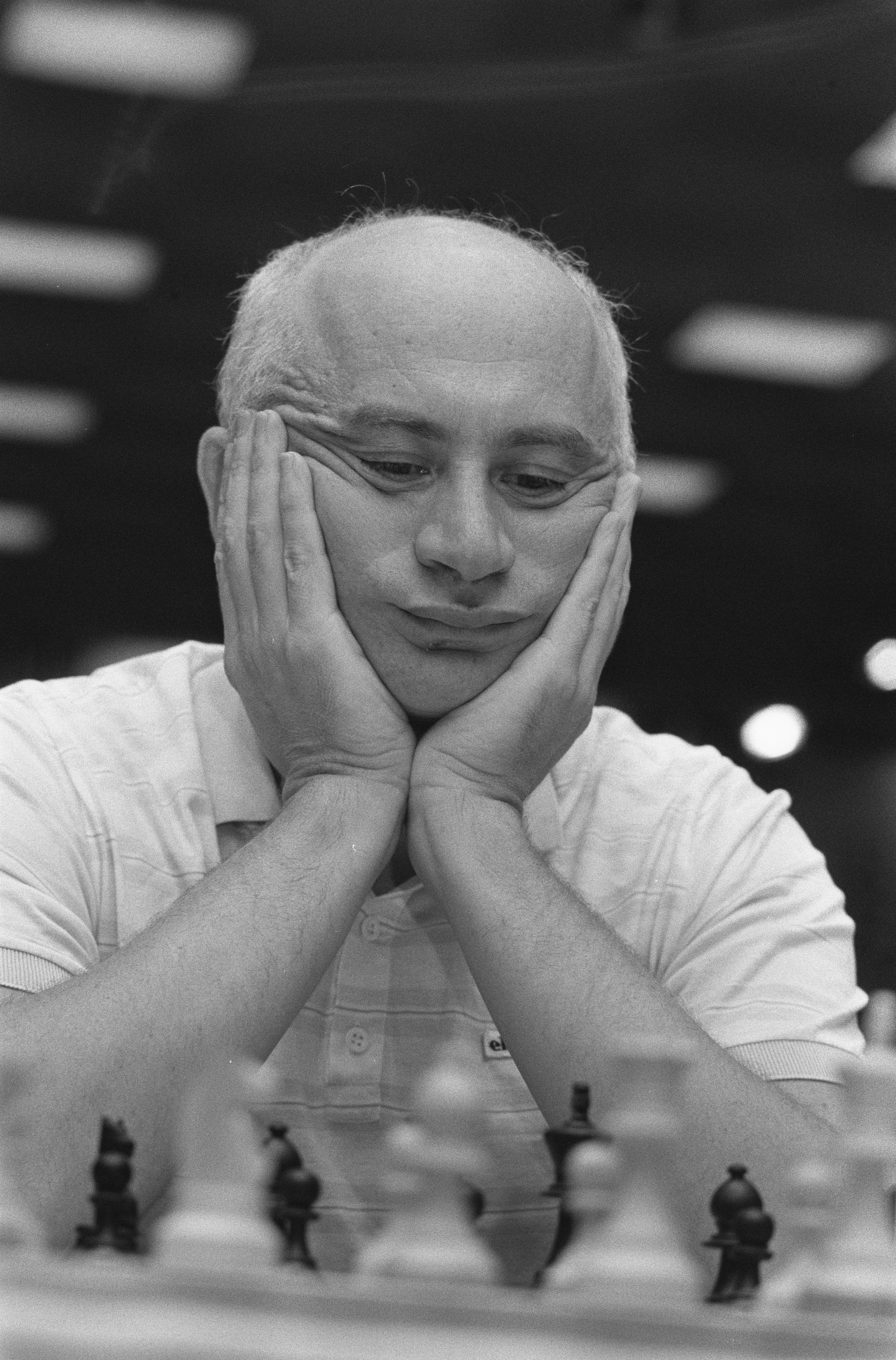
Boris Gulko en 1987

Grand maître international (GMI), Boris Gulko remporte le mémorial Capablanca en 1976. Il joue d'abord en URSS dont il gagne le championnat en 1977, à égalité avec Iossif Dorfman. Il participe à l'olympiade d'échecs de 1978 au quatrième échiquier de l'équipe d'URSS (médaille d'argent par équipes).
Anticommuniste, il demande l'autorisation d'émigrer dès 1979, chose qui lui est refusée. Il est arrêté et brutalisé par des agents du KGB. Il entame une grève de la faim en 1982, à laquelle s'associe son épouse Anna Akhcharoumova, elle-même GMI féminin et championne d'URSS féminin en 1976. La période d'ouverture de la glasnost leur permet d'émigrer aux États-Unis en 1986. Goulko devient champion national de son nouveau pays en 1994 et en 1999, et le représente aux olympiades d'échecs sans interruption de 1988 à 2004 (médaille d'argent par équipes en 1990 et 1998). Avec les États-Unis, il remporte le championnat du monde d'échecs par équipes de 1993 (médaille bronze individuelle) à Lucerne et finit deuxième de la compétition en 1997.
En 2004, il était qualifié pour participer au Championnat du monde de la Fédération internationale des échecs 2004 à Tripoli, mais l'attitude hostile des autorités libyennes envers les joueurs juifs ou israéliens l'ont incité à ne pas y participer.

## Parties remarquables
Vladimir Doroshkevich - Boris Gulko, Championnat d'URSS d'échecs, Erevan, 1975
1. d4 Cf6 2. c4 g6 3. Cc3 d5 4. Cf3 Fg7 5. Da4+ Fd7 6. Db3 dxc4 7. Dxc4 (7. Dxb7 Cc6 avec un avantage de développement considérable pour les Noirs) 7...Fc6 8. Ce5 (8. Ff4!) 8...0-0 9. Fg5 Fd5 10. Dd3 Cc6 11. e3 Cb4 (11...Fxg2? 12. Fxg2 Cxe5 13. Db5+) 12. Dd2 c5 13. dxc5 Fxa2 14. Cd3 Cxd3+ 15. Dxd3 (15. Fxd3? Fe6 16. 0-0 Cd7) 15...Fe6 16. Db5 a6 17. Db4 a5 18. Da3 Cd5 19. Cxd5 Dxd5 20. Fxe7 Tfd8 21. Fxd8 Txd8 22. Dxa5 Fxb2 23. Fc4 Dxc4 24. Dxd8+ Rg7 25. Tb1 Fc3+ 26. Rd1 Da4+ 27. Rc1 Ff5 0-1
Iossif Dorfman - Boris Gulko, Vilnius, 1978
1. d4 Cf6 2. c4 g6 3. Cc3 d5 4. Cf3 Fg7 5. Fg5 Ce4 6. Fh4 Cxc3 7. bxc3 dxc4 8. Da4+? Cd7 9. e3 0-0 10. Da3 Te8 11. Fxc4 Cb6 12. Fb3 a5 13. Cg5? (13. 0-0) 13...e6 14. Cf3 Dd6 15. Dc1? (15. Dxd6) 15...c5 16. 0-0 Fd7 17. Cd2 Fc6 18. Db1?? (« incompréhensible ») cxd4 19. Fg3 Dd8 20. cxd4 e5 21. Ce4 a4 22. Fc2 exd4 23. Td1 Cc4 (23...Cd5! 24. exd4 Txc4 25. Fxe4 Cc3) 24. Fd3 De7 25. Fxc4 Fxe4 26. Db6 dxe3 27. Tac1 Fc6 28. Dxe3 Dxe3 29. fxe3 Fh6 (29...Txe3!) 30. Ff4 Fxf4 31. exf4 Tad8 32. g3 Txd1+ 33. Txd1 Te4 34. Fd5 Fxd5 35. Txd5 Tb4 36. a3 Tb2 37. g4 b5 38. Td8+ Rg7 39. Ta8 Rf6 40. Ta6+ Re7 41. g5 Rd7 0-1.